# Чейз Стоукс
Джеймс Олександр Чейз Стоукс (народився 16 вересня 1992 року) — американський актор. Він найбільш відомий своєю головною роллю Джона Бі у підлітковому драматичному серіалі Зовнішні мілини.

## Раннє життя
Чейз Стоукс народився 16 вересня 1992 року в Аннаполісі, штат Меріленд, і був єдиною дитиною Джеффа Стокса та Дженніфер Каннінг.  Його батьки розлучилися, коли йому було кілька місяців. Згодом Стоукс переїхав зі своєю матір'ю до Атланти, штат Джорджія, а пізніше в Орландо, штат Флорида, як підлітка, де він відвідував середню школу Тімбер-Крік. Він отримав ступінь бакалавра в коледжі Валенсії, а пізніше навчався в Університеті Центральної Флориди та Державному коледжі Семіноле. Підростаючи, він прагнув стати професійним хокеїстом.

## Кар'єра
На початку своєї акторської кар’єри Стоукс мав невеликі ролі на телебаченні, зокрема «Дивні дива», «День-діви» та «Розкажи мені свої секрети».
Спочатку він відхилив пропозицію пройти прослуховування для серіалу «Зовнішні мілини» у лютому 2019 року, перш ніж прочитати роль Топпера, а пізніше Джона Б.  Перший сезон був випущений 15 квітня 2020 року з позитивними відгуками, а другий сезон був підтверджений у липні.
У вересні 2020 року Стоукс і Медлін Клайн знялися у кліпі на сингл Кіго і Донни Саммер «Hot Stuff».
У серпні 2022 року отримав головну роль у фільмі «Відважний».

## Фільмографія
| Рік       |   | Українська назва                       | Оригінальна назва               | Роль                                     |
| --------- | - | -------------------------------------- | ------------------------------- | ---------------------------------------- |
| 2016      | с | Дивні дива                             | Stranger Things                 | Рід (Епізод: «Chapter Six: The Monster») |
| 2017      | с | Діви денного ефіру                     | Daytime Divas                   | Ґрем (3 епізоди)                         |
| 2018      | с | Перші                                  | The First                       | Фінн (Епізод: «Cycles»)                  |
| 2018      | ф |                                        | Between Waves                   | юний Дейл                                |
| 2020—2024 | с | Зовнішні мілини                        | Outer Banks                     | Джон Бі (41 епізод)                      |
| 2021      | с | Розкажи мені свої секрети              | Tell Me Your Secrets            | Адам (4 епізоди)                         |
| 2021      | ф | Поради доктора Берда для сумних поетів | Dr. Bird's Advice for Sad Poets | Мартін                                   |
| 2024      | ф | Огидні                                 | Uglies                          | Періс                                    |
| 2025      | ф | Тату на серці                          | Marked Men: Rule + Shaw         | Рул Арчер                                |
| 2025      | ф | Відважний                              | Valiant One                     | Едвард Брокман                           |

## Особисте життя
У червні 2020 року Стоукс оголосив, що перебуває у стосунках зі своєю колегою по серіалу «Зовнішні мілини» Медлін Клайн. Пара розлучилася в жовтні 2021 року.